# Yasutaka Tashiro
Yasutaka Tashiro (田代 恭崇, Tashiro Yasutaka), né le 7 juin 1974, est un coureur cycliste japonais. Il représente son pays à l'occasion de la course en ligne des Jeux olympiques de 2004 où il se classe 57e.

## Palmarès et classements mondiaux

### Palmarès
- 2001
  -  Champion du Japon sur route
- 2002
  - Grand Prix d'Espéraza
  - 5e étape du Tour de Hokkaido
  - 3e du Tour d'Okinawa
- 2003
  - Prix d'Armorique
- 2004
  -  Champion du Japon sur route
- 2005
  - Tour d'Okinawa
  - 2e du championnat du Japon sur route
- 2006
  - 4e et 6e étapes du Tour de Taïwan
  - 3e du Tour de Java oriental

### Classements mondiaux
| Année           | 2005 | 2006 | 2007 |
| --------------- | ---- | ---- | ---- |
| UCI Asia Tour   | 22e  | 16e  | 204e |
| UCI Europe Tour | 940e |      |      |